# 下谷七福神
下谷七福神（したやしちふくじん）は、東京都台東区の7寺社に祀られている七福神の巡礼札所。
昭和50年代に始まった七福神。
各寺院で朱印押印用の版画台紙が巡礼期間に購入できる。

## 概要
- エリア：東京都台東区
- 巡礼距離：約3km
- 所要時間：約1時間
- 期間：1月1日～1月7日／9:00～17:00
- 代表的起終点：鶯谷駅・三ノ輪駅
- 御朱印：台紙・色紙が200円、集印帳（朱印帳）は300円。

## 下谷七福神の一覧
- 元三島神社 - 寿老人
- 入谷鬼子母神 - 福禄寿
- 英信寺 - 大黒天
- 法昌寺 - 毘沙門天
- 弁天院 - 弁財天
- 飛不動尊正宝院 - 恵比寿
- 寿永寺 - 布袋

## 隣接七福神
- 谷中七福神
- 浅草名所七福神